# Lingonkörsbär
Lingonkörsbär (Prunus prostrata) är en art i familjen rosväxter från Medelhavsområdet.

## Synonymer
Amygdalus incana Pallas
Amygdalus prostrata (Labillardière) Kunth ex Sweet
Cerasus humilis Moris nom. illeg
Cerasus prostrata (Labillardière) Seringer
Cerasus prostrata var. concolor Boissier
Cerasus prostrata var. discolor Raulin
Cerasus prostrata var. glabrifolia (Moris) Browicz
Microcerasus prostrata (Labillardière) M.Roemer
Prunus humilis (Moris) Colla
Prunus prostrata Labillardière
Prunus prostrata f. discolor Cuatrec. nom. illeg.
Prunus prostrata f. erecta J.Molero
Prunus prostrata subsp. discolor (Raulin) O. Schwarz
Prunus prostrata subsp. discolor (Raulin) O.Schwarz
Prunus prostrata var. concolor (Boissier) C.K. Schneider
Prunus prostrata var. discolor (Raulin) Tocl & Rohlena
Prunus prostrata var. glabrifolia Moris
Prunus prostrata var. humilis (Moris) Nyman
Prunus prostrata var. incana (Pallas) Litard. & Maire